# Mike Dunn
Mike Dunn (ur. 20 listopada 1971 w Middlesbrough) – snookerzysta angielski, mieszkający obecnie w Redcar (North Yorkshire). W swoim najlepszym występie turniejowym w Malta Cup 2005 doszedł do ostatniej szesnastki.
Mike w 2001 roku zakwalifikował się również do turnieju Masters w Tajlandii. W latach 2006–2007 dwa razy doszedł do „Last 32”, gdzie dwukrotnie zwyciężył z Markiem Davisem. W 2007 roku wygrał z Markiem Kingiem czym zdobył możliwość uczestnictwa w Shanghai Masters. Mike Dunn zwykle trenuje w Hartlepool Snooker Centre.
Dnia 22 listopada, podczas pierwszej rundy eliminacji do German Masters w spotkaniu z Kurtem Maflinem wbił swojego pierwszego breaka maksymalnego.